# Grb Občine Zavrč
Grb Občine Zavrč je upodobljen na ščitu poznogotskega stila, sanitske oblike. Ščit je horizontalno ločno deljen v modro in zeleno polje. Spodnje zeleno polje predstavlja grič, na katerem stoji enonadstropna srebrna graščina z rdečimi strehami. V osrednjem delu graščine stoji s piramidasto, enkrat prekinjeno streho kriti stolpič, ki je naslonjen na osrednjo, s trapezno oblikovano streho krito steno poslopja. Na obeh straneh graščine sta simetrično naslonjena dva, v čop krita trakta. Vsa graščina ima dva enaka niza pravokotnih oken s tem, da je v stranskih čelih in v stolpiču po eno okno, v osrednji steni pa na vsaki strani po dve. 
V sredini zelena polja je zlata grozdna preša na slemen, pod katerim je v srebrnem košu naslikan rdeč trtni grozd. Na desni strani preše je na sleme, po slemenskem vretenu obešen srebrni vrtilni kamen, pod prešno klado pa je rdeči vinski polič. 
Zlati trak, ki ga nosi ščit na svojih zunanjih robovih, lahko služi le kot grbovni okras.